# 배곧신도시
배곧신도시는 경기도 시흥시에 건설중인 신도시이다. 인천광역시의 송도국제도시 바로 맞은편에 있으며, 면적은 여의도의 2배 가까이 된다. 2000년대 이후로 추진되는 신도시 사업 중 가장 큰 규모를 자랑하고 있다. 서울대학교 시흥캠퍼스가 들어설 예정이다. 신세계 사이먼 시흥점이 북쪽에 위치해있다.

## 교통
배곧신도시에서 강남으로 가는 가장 빠른 광역버스는 시흥교통 3400번 노선이 있다. 현재 해당 노선은 한국산업기술대, 시흥터미널 ~ 이마트 ~ 배곧신도시 ~ 시흥신세계프리미엄아울렛 ~ 제3경인고속화도로 ~ 서해안고속도로 ~ 강남순환로 ~ 사당역 ~ 강남역을 운행하고 있다. 2018년 4월 현재 평일 배차간격은 40~50분이다.
지하철역의 경우, 신도시 내에는 역이 없으며, ● 수도권 전철 4호선과 ● 수도권 전철 수인·분당선 오이도역과 ● 수도권 전철 수인·분당선 월곶역 상대적으로 가까운 편이며 이곳과의 연계 버스들이 운행된다. ● 수도권 전철 수인·분당선 달월역은 직선거리상으로 가까이 있으나 시흥차량기지에 가로막혀 있으며 연계 교통이 거의 없어 이용이 쉽지 않다. 2019년에 고가차도를 착공하였다. 향후 ● 수도권 전철 경강선의 월곶-판교선이 개통할 경우 교통 편의가 증대될 것으로 보인다.
도로교통의 경우, 정왕 나들목을 통해 제3경인고속화도로로 진입 가능하며, 월곶 분기점을 통해 영동고속도로로 진입 가능하다. 2019년 기준으로 송도국제도시와의 배곧대교(가칭)이 추진 중이다.